# 紐馬基特 (新澤西州米德爾塞克斯縣)
紐馬基特（英語：New Market）是位於美國新澤西州米德爾塞克斯縣的非建制地區。

## 歷史
紐馬基特的郵局於1804年設立，其後於1965年停運。

## 地理
紐馬基特所處的海拔為高於海平面23米（即75英呎），而該地所採用的時區為UTC-5，即北美东部时区（EST）。同時該地設有夏令時間，為UTC-5調快一小時，即UTC-4（EDT）。